# Rio Cotârgaşi
O Rio Cotârgaşi é um rio da Romênia, afluente do Bistriţa, localizado no distrito de Suceava.